# 음력 3월 20일
음력 3월 20일은 음력 3월의 20번째 날이다.

## 사건
- 1871년 - 흥선대원군의 서원철폐령, 47개 모범 서원(書院) 제외한 전국의 서원 철폐.

## 문화
- 1990년 - 가톨릭평화방송 라디오 개국.

## 탄생
- 1973년 - 대한민국의 배우 정우성.

## 같이 보기
- 음력 360일: 1월 2월 3월 4월 5월 6월 7월 8월 9월 10월 11월 12월
- 전날:3월 19일 다음날:3월 21일 - 전달:2월 20일 다음달:4월 20일
- 양력:3월 20일
- 음력, 윤달